# Yacimiento de gas de Groninga
El yacimiento de gas de Groninga es un campo de gas natural en la provincia de Groninga, en la parte noreste de los Países Bajos. Con un estimado de 2.740 billones de metros cúbicos de gas natural ganable, es el campo de gas natural más grande de Europa y uno de los más grandes del mundo.
El campo de gas fue descubierto en 1959 cerca de Slochteren. La subsiguiente extracción de gas natural se convirtió en el centro del suministro de energía en los Países Bajos. Prácticamente todos los Países Bajos se conectaron al gas de Groninga en los años siguientes. Los ingresos de la producción de gas natural se volvieron importantes en el desarrollo y la construcción del estado de bienestar holandés en la posguerra. Hasta 2013, se han extraído del campo 2.057 billones de m³ de gas natural.
Sin embargo, la extracción de gas resultó en un hundimiento sobre el campo. A partir de 1991 esto también estuvo acompañado de terremotos. Esto provocó daños en las casas y disturbios entre los residentes. Por lo tanto, se decidió eliminar la extracción de gas a partir de 2014. Se espera que el yacimiento de gas de Groninga esté cerrado entre 2025 y 2028, con posibilidad de adelantarlo. La operación de refuerzo y liquidación de daños a consecuencia de los sismos avanza lentamente. El Defensor del Pueblo de la Nación llamó a esto una "crisis nacional" en 2021.